# Cur

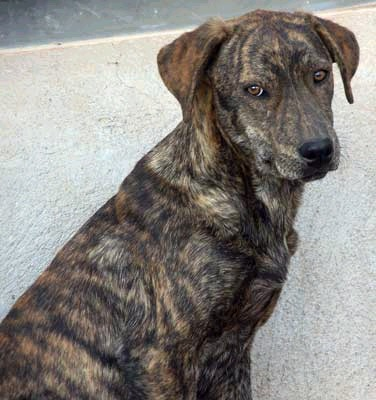
Junger Mountain Cur

Cur ['kʌɻ] bezeichnet im amerikanischen Englisch einen bestimmten Hundetyp. Der Begriff kann sowohl allgemein einen Mischling als auch eine bestimmte Gruppe von Jagdhunden bezeichnen. Dieser Artikel beschäftigt sich primär mit der spezifischen Bedeutung des Curs als Jagdhund.

## Wortherkunft
Das Wort Cur kann erstmals im 13. Jahrhundert nachgewiesen werden. Es ist eine Verkürzung des mittelenglischen curdogge, das sich wiederum vom Verb curren, d. h. „knurren“ ableitet. Die Wurzel ist vermutlich germanischen Ursprungs, möglicherweise von altnordisch kurra, das ebenfalls „knurren“ bedeutet; es handelt sich somit wohl um eine lautmalerische Bezeichnung.

## Historische Verwendung
Im mittelalterlichen England bezeichnete Cur Jagdhunde mit einem Gewicht von über 30 Pfund. Kleinere Jagdhunde wurden als feist bezeichnet. Im Elisabethanischen Zeitalter wurde die Bezeichnung auch für Terrier verwendet.
1790 beschrieb Thomas Bewick in seiner History of Quadrupeds den Cur als einen in Nordengland heimischen Treibhund, der größer und stärker als andere Hirtenhunde sei und auch ein kürzeres und glatteres Fell als diese aufweise.

## Der Cur als Rassetyp
Neben der (abwertenden) Bezeichnung für einen Mischling bezeichnet „Cur“ heute einen bestimmten Rassetyp. Es handelt sich dabei um einen vielseitig einsetzbaren Jagdhund aus den früheren englischen Kolonien, besonders in Nordamerika, aber auch in Australien und Südafrika. Die Bezeichnungen „Cur“ und „Cur-dog“ sind dabei synonym und bezeichnen keine bestimmte Rasse, sondern einen bestimmten Hundetyp.
Ein Cur ist das Ergebnis einer geplanten Verpaarung seiner Elterntiere, wobei die Selektion meist aufgrund der Eignung der Hunde für den Einsatz bei der Arbeit geschieht und nicht wie bei vielen Rassehunden von Ergebnissen auf Hundeausstellungen abhängt. Die Mehrzahl der Cur-Rassen werden nicht von einem kynologischen Dachverband anerkannt; einige Curs werden allerdings auch vom AKC und/oder vom UKC anerkannt.
Curs werden mehrheitlich für die Jagd gezüchtet; gelegentlich spielt auch die Eignung als Treibhund bei der Zucht eine Rolle. Aufgrund der Selektion aufgrund der Arbeitseignung ist der Phänotyp auch innerhalb derselben Cur-Rasse recht variabel.
Genetisch stammen Curs meist von Hunden europäischer Einwanderer ab, die sich mit lokalen Hundetypen vermischten. Beispiele dafür sind der Black Mouth Cur, der Texas Blue Lacy, der Louisiana Catahoula Leopard Dog, der American Leopard Hound, der Treeing Tennessee Brindle und andere.